# Анунд Јакоб
Анунд Јакоб (1008 - 1050) је био шведски краљ (1022 - 1050) из династије Мунсјо, огранка династије Ингве.
Отац му је био претходни краљ Шведске Олаф Шетконунг, а мајка Естрид од Бодрића.
Био је први шведски краљ који је целог живота био хришћанин. Покушаји Анунд Јакоба да насилно уведе хришћанство, у коме је он видео врло важан ослонац своје власти, изазивали су одлучан отпор у народу. Долазило је до правих ратова између краља и народа; народ се дизао за повратак старе паганске вере, која је за њега била симбол старе слободе .
Његова владавина била је испуњена ратовима, најчешће против Норвешке и Данске, као и бунама. На унутрашњем плану ово раздобље обележио је успон земљопоседничког племства до владајућег положаја. Тада је било крупних и ситних земљопоседника, али су сви они имали исти општи положај и били су сви без разлике обавезни да се одазову краљевом позиву за рат .
Међутим, укупно гледано, изгледа да феудални систем није био доминантан у Шведској. Тамо су постојали племићи који су држали феуде, али је племство као целина своју моћ црпло из алодијалних земаља. Војна служба коју су племићи били дужни да врше и употреба страних титула као што је барон, витез и штитоноша, пружили су лажну феудалну представу друштва које у суштини то није било. Одсуство властеоског система било је још упадљивије. Феудалци и племићи нису имали право суђења, осима ако се не би десило да држе као феуд неку службу у краљевској управи; ипак право суђења било је признато као јавна служба тако да није било везано са поседовање земље. Мада је црква, заједно са племством, уживала право пореског имунитета, прелатски поседи нису имали статус феуда .